# Бану (Јаши)
Бану (рум. Banu) насеље је у Румунији у округу Јаши у општини Думешти. Oпштина се налази на надморској висини од 54 m.

## Становништво
Према подацима из 2002. године у насељу је живело 356 становника, од којих су сви румунске националности.